# فرینج (فصل ۵)
پنجمین و آخرین فصل از مجموعه تلویزیونی علمی تخیلی فرینج است که از تاریخ ۲۸ سپتامبر ۲۰۱۲ تا ۱۸ ژانویه ۲۰۱۳ پخش شد. این مجموعه توسط بد ربات پروداکشن و با همکاری برادران وارنر در ۱۳ قسمت تهیه شده‌است.

## بازیگران

### شخصیت‌های اصلی
- آنا تورو در نقش اولیویا دانم
- جاشوا جکسون در نقش پیتر بی‌شاپ
- جان نوبل در نقش دکتر والتر بی‌شاپ
- جسیکا نیکول در نقش استرید فارنسورث

### شخصیت‌های مهمان
- جورجینا هگ در نقش هنریتا بیشاپ
- مایکل کپسا در نقش کاپیتان ویندمارک
- مایکل سروریس در نقش سپتامبر/دونالد
- بلر براون در نقش نینا شارپ
- لنس ردیک در نقش فیلیپ برویلز
- شان اسمیف در نقش آنیل
- ست گیبل در نقش لینکولن لی

## داستان
داستان این فصل در ادامه قسمت نوزدهم فصل گذشته در سال 2036 اتفاق می‌افتد. والتر، پیتر و استرد پس از بیست سال حبس در کهربا توسط هنریتا نجات پیدا کرده‌اند و در پی یافتن اولیویا و عملی کردن نقشه شکست تماشاگرها هستند....